# Кочеток
Кочетóк — селище у Чугуївському районі Харківської області України. Селище Кочеток на Сіверському Дінці славиться краєвидом. Тут відновлено місцеву церкву. Вона стоїть на горі, і її видно на багато кілометрів.  Тут створено унікальний Музей води.

## Географічне розташування
Селище міського типу Кочеток розташоване на правому березі річки Сіверський Донець в місці впадання в неї річки Тетлега (права притока), нижчих за течією за 2 км розташоване місто Чугуїв, вище за течією річки Тетлега за 6 км розташовані села Зарожне и Тетлега. До селища примикає великий лісовий масив урочище Чугуєво-Бабчанська Дача (дуб, ясен). Через селище проходити автомобільна дорога Т 2111. На південно-західній околиці селища балка Золотий Яр впадає у річку Сіверський Донець.

## Назва
Достовірно походження назви «Кочеток» не встановлено. Словник В.Даля трактує це слово такими значеннями: а) півень; б) вирізаний стовпчик; рибалка; перевізник; «лодочник».
Можливо, слово «кочеток» означає перевізник. Адже біля села протікала широка на той час річка (800 метрів), тому, щоб потрапити на другий берег, потрібен був перевізник. Чому б нашим пращурам було і не назвати своє поселення Кочетком?
Існує також ще одна легенда. Старожил В. Ф. Раздорський стверджував, що він від свого діда чув таке тлумачення. «У ті далекі від нас часи на правому березі Дінця в диких лісах жив втікач, на прізвище Кочетков. Річка тоді була судноплавною, і по ній купці з Бєлгорода перевозили товар на продаж в Чугуїв і далі аж до Дону. Кочетков з товаришами-розбійниками часто нападав на баржі і грабував купців. Одного разу військові охоронці піймали Кочеткова. На допиті він зізнався, що його дозорці, побачивши здалеку ще біля Кицівки купецькі баржі, передавали один одному сигнал „ку-ку-рі-ку!“. Стояли вони на трьох яругах, які були в 600—700 метрах один від одного. Кочетков за цей час встигав підготувати легку байдарку і встигнути напасти на бєлгородських купців».

## Історія

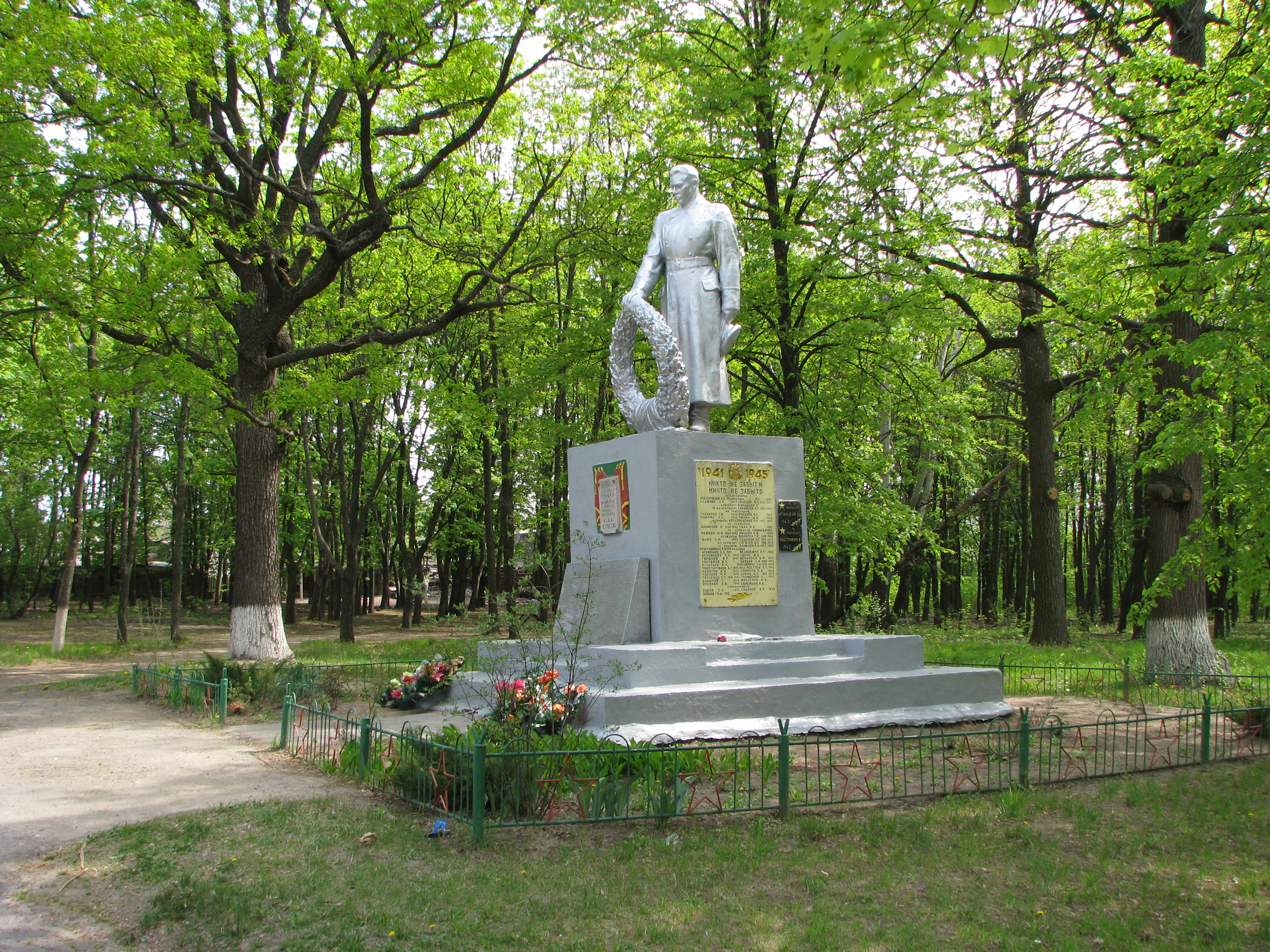
Братська могила радянських воїнів

- В околицях селища Кочеток були виявлені поселення: неолітичні (IV тис. до н. е.), епохи бронзи, скіфського часу.
- 1647 — дата заснування села Кочеток[1].
- Село входило до складу Чугуївського і Зміївського повітів Харківської губернії.
- Радянська влада встановлена в січні 1918 року.
- З 1923 року — у складі Чугуївського району Харківського округу.
- В 1929 році створений колгосп «Нове життя».
- В 1938 році селу було присвоєне статус селища міського типу.
- 282 жителя села Кочеток брали участь у німецько-радянській війні, багато з них воювали в складі партизанських загонів району. 85 осіб не повернулися з війни.

## Економіка
- БМУ-615 «Південьспецбуд».
- ПМК-1 «Облміжколхоздорстрой».
- СПМК-7, що спеціалізується на будівництві гідроспоруд і доріг з твердим покриттям.
- Автоколона тресту «Південьспецбуд».
- Молочно-товарна ферма, машинно-тракторні майстерні.
- Чугуєво-Бабчанський лісхоззаг.
- Чугуївський міжгосподарський завод будматеріалів.
- Дитячі оздоровчі табори «Орлятко», «Політ», «Лісова казка».

## Об'єкти соціальної сфери
- Дитячий садок.
- Школа.
- Загальноосвітня санаторна школа-інтернат.
- Чугуєво-Бабчанський лісовий коледж (у минулому — Чугуєво-Бабчанський лісовий технікум)
- Амбулаторія

## Пам'ятки

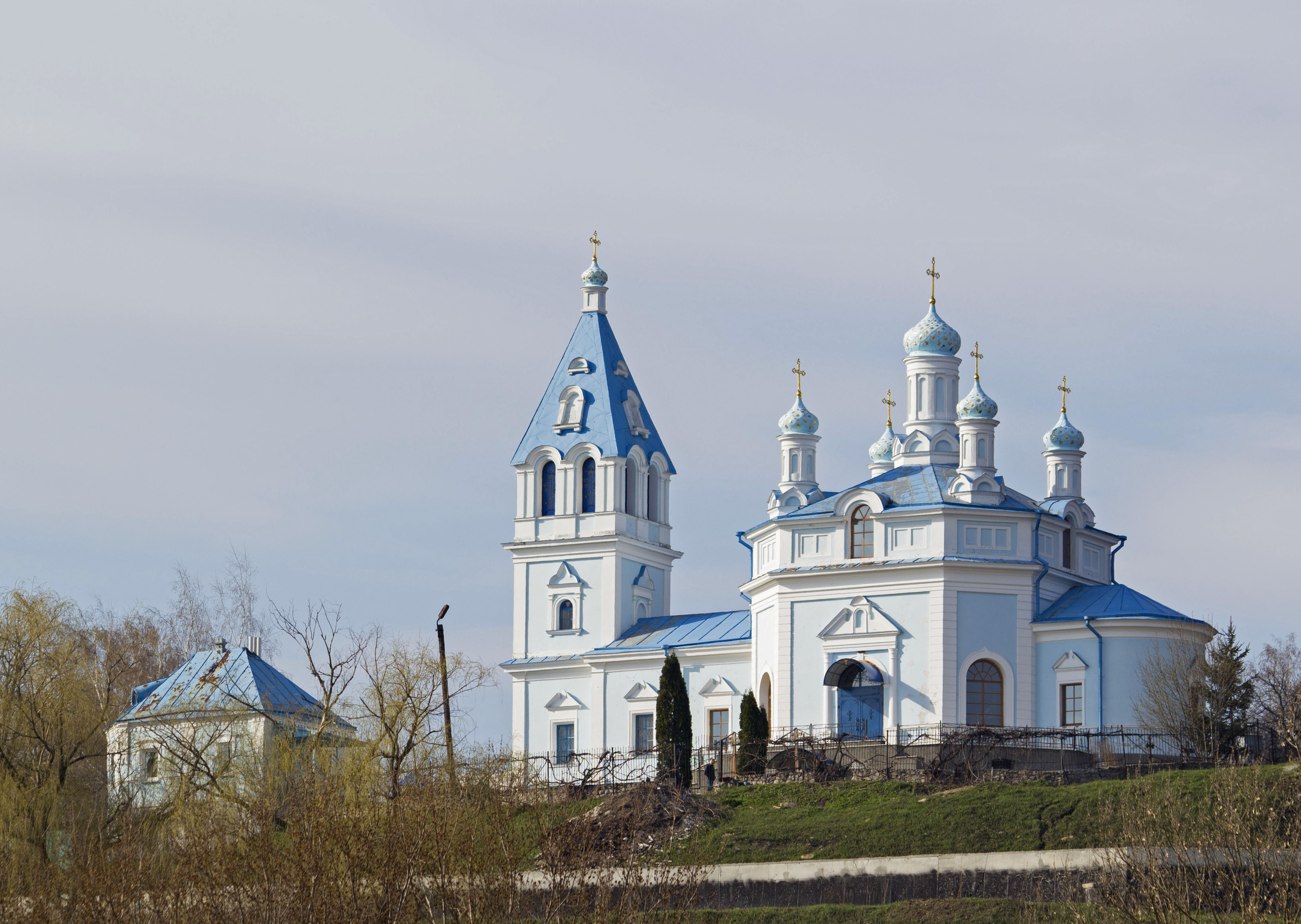
Церква Різдва Богородиці з дзвіницею

- Музей води — унікальний, створений колективом умільців ПУВХ «Донець» (Кочетківська водопровідна станція), відкритий в 1982 році. В 1987 році йому присвоєно звання «народний». Спочатку він іменувався як музей бойової та трудової слави водопровідної станції, а потім отримав і статус Музей Води. У ньому більше 2000 експонатів. Головну роль у створенні музею зіграв талановитий інженер Комаров Сергій Лук'янович. У музеї можна отримати цінну інформацію про воду взагалі, про історію Сіверського Дінця, про будівництво водопровідної станції в селищі тощо.
- Церква Володимирської ікони Божої Матері. Споруда середини XIX століття.
- Природа в Кочетку досить мальовнича. Саме тут Ілля Рєпін написав ряд етюдів до свого «Хресного ходу».
- Кочетоцька лісова дача — ландшафтний заказник.
- Кочетоцкий заказник — ентомологічний заказник.

## Люди
- Купріна Валентина Іванівна (с. Кочеток) — українська співачка.
- П'ятницький Сергій Сергійович — лісівник-селекціонер, член-кореспондент ВАСГНІЛ (з 1956), доктор сільськогосподарських наук (1948), професор (1949), заслужений діяч науки УРСР (1965).
- Корякін Михайло Михайлович — соліст Маріїнського театру (бас).
- Сокол Євген Іванович — ректор Національного Технічного Університету «Харківський Політехнічний Інститут» (2015—2020)
- Лялін, Олександр Іванович [Архівовано 14 серпня 2020 у Wayback Machine.] — старший науковий співробітник лабораторії моніторингу і сертифікації лісів [Архівовано 28 жовтня 2021 у Wayback Machine.] Українського ордена «Знак Пошани» науково-дослідного Інституту лісового господарства та агролісомеліорації ім. Г.М. Висоцького [Архівовано 28 жовтня 2021 у Wayback Machine.] , кандидат с/г наук (2013), доцент (2015).